# Emirati Arabi Uniti ai Giochi della XXIX Olimpiade
Gli Emirati Arabi Uniti hanno partecipato ai Giochi della XXIX Olimpiade di Pechino, svoltisi dall'8 al 24 agosto 2008, con una delegazione di 8 atleti.

## Atletica leggera
| Gara  | Atleta              | Batterie | Batterie | Quarti | Quarti | Semifinali | Semifinali | Finale | Finale |
| Gara  | Atleta              | Tempo    | Pos.     | Tempo  | Pos.   | Tempo      | Pos.       | Tempo  | Pos.   |
| ----- | ------------------- | -------- | -------- | ------ | ------ | ---------- | ---------- | ------ | ------ |
| 200 m | Omar Jouma Al-Salfa | 21"00    | 7        |        |        |            |            |        |        |

## Equitazione
| Gara        | Atleta                       | Cavallo           | Qualificazioni | Qualificazioni | Qualificazioni | Qualificazioni | Qualificazioni | Qualificazioni | Finale  | Finale  | Finale  | Finale  | Finale | Finale |
| Gara        | Atleta                       | Cavallo           | Turno 1        | Turno 1        | Turno 2        | Turno 2        | Turno 3        | Turno 3        | Turno A | Turno A | Turno B | Turno B | Totale | Totale |
| Gara        | Atleta                       | Cavallo           | Pen.           | Pos.           | Pen.           | Pos.           | Pen.           | Pos.           | Pen.    | Pos.    | Pen.    | Pos.    | Pen.   | Pos.   |
| ----------- | ---------------------------- | ----------------- | -------------- | -------------- | -------------- | -------------- | -------------- | -------------- | ------- | ------- | ------- | ------- | ------ | ------ |
| Individuale | Latifa bint Ahmed Al Maktoum | Kalska De Semilly | 11             | 61             | 15             | 54             |                |                |         |         |         |         |        |        |

## Judo
| Gara  | Atleta                  | Tabellone principale                | Tabellone principale | Tabellone principale | Tabellone principale | Tabellone principale | Ripescaggi | Ripescaggi | Ripescaggi | Ripescaggi |
| Gara  | Atleta                  | Sedicesimi                          | Ottavi               | Quarti               | Semifinali           | Finale               | 1º turno   | Quarti     | Semifinali | Finale     |
| ----- | ----------------------- | ----------------------------------- | -------------------- | -------------------- | -------------------- | -------------------- | ---------- | ---------- | ---------- | ---------- |
| 73 kg | Saeed Rashid Al Qubaisi | Marlon August (Sudafrica) 1000-0000 |                      |                      |                      |                      |            |            |            |            |

## Nuoto
| Gara               | Atleta         | Batterie | Batterie | Semifinali | Semifinali | Finale | Finale |
| Gara               | Atleta         | Tempo    | Pos.     | Tempo      | Pos.       | Tempo  | Pos.   |
| ------------------ | -------------- | -------- | -------- | ---------- | ---------- | ------ | ------ |
| 100 m stile libero | Obaid Al Jasmi | 53"29    | 61       |            |            |        |        |

## Taekwondo
| Gara  | Atleta            | Tabellone principale                 | Tabellone principale | Tabellone principale | Tabellone principale | Ripescaggi                 | Ripescaggi |
| Gara  | Atleta            | Ottavi                               | Quarti               | Semifinali           | Finale               | Semifinali                 | Finale     |
| ----- | ----------------- | ------------------------------------ | -------------------- | -------------------- | -------------------- | -------------------------- | ---------- |
| 67 kg | Maitha Al Maktoum | Hwang Kyung-Seon (Corea del Sud) 1-5 |                      |                      |                      | Sandra Šarić (Croazia) 0-4 |            |

## Tiro
| Gara        | Atleta           | Qualificazioni | Qualificazioni | Finale    | Finale       | Finale |
| Gara        | Atleta           | Punteggio      | Pos.           | Punteggio | Punt. totale | Pos.   |
| ----------- | ---------------- | -------------- | -------------- | --------- | ------------ | ------ |
| Skeet       | Saeed Al Maktoum | 114            | 22             |           |              |        |
| Trap        | Ahmad Al Maktoum | 110            | 30             |           |              |        |
| Double trap | Ahmad Al Maktoum | 136            | 7              |           |              |        |

## Vela
| Gara           | Atleta      | Regata | Regata | Regata | Regata | Regata | Regata | Regata | Regata | Regata | Regata     | Regata | Punteggio | Pos. |
| Gara           | Atleta      | 1      | 2      | 3      | 4      | 5      | 6      | 7      | 8      | 9      | 10         | M      | Punteggio | Pos. |
| -------------- | ----------- | ------ | ------ | ------ | ------ | ------ | ------ | ------ | ------ | ------ | ---------- | ------ | --------- | ---- |
| Laser maschile | Adel Khalid | 38     | 38     | 42     | 43     | 11     | 36     | 42     | 38     | 27     | cancellata |        | 272       | 42   |